# ハマヨモギ
ハマヨモギ(Artemisia scoparia)は、ヨモギ属の種である。英語ではredstem wormwood、中国語では茵陳として知られている。中国では伝統的な薬品であり、Artemisia capillarisと互換性があると考えられている。花粉はアレルギー性である。

## 化学組成
1. カピラリシン
2. クロロゲン酸ブチルエステル
3. 6,7-ジメチルエスクレチン
4. イソサバンジン
5. マグノリオシド
6. 7-メトキシクマリン
7. 7-メチルエスクレチン
8. サバンジンA
9. サバンジンB
10. スコパロン
11. スコポレチン
12. β-シトステロール